# 坂田秀晃
坂田 秀晃（さかた ひであき、1998年8月8日 - ）は、日本の俳優、ファッションモデル。石川県出身。

## 人物
身長182cm。血液型はA型。趣味はグルメ巡り。特技はサッカー。
元MEN'S NON-NOモデル。
2022年3月31日、所属していたエイベックス・マネジメントを退所。

## 出演作品

### テレビドラマ
- 都立水商! 〜令和〜（2019年5月6日 - 6月24日、毎日放送） - 二宮大河
- シンドラ / ブラック校則 第7話（2019年11月26日、日本テレビ）
- 連続ドラマW / インフルエンス 第1話（2021年3月20日、WOWOW）
- 絶対BLになる世界VS絶対BLになりたくない男（2021年3月21日、テレ朝チャンネル1） - 春生
- 24時間テレビ 愛は地球を救う44 / 生徒が人生をやり直せる学校（2021年8月21日、日本テレビ）
- 木ドラ24 / お耳に合いましたら。 第8話（2021年9月3日、テレビ東京） - 若林純子の交際相手
- 仮面ライダーリバイス 第30、31話（2022年4月10日・4月17日、テレビ朝日） - 池山浩二

### テレビ番組
- あざとくて何が悪いの? 第13回（2021年2月6日、テレビ朝日）

### 映画
- ビート・パー・MIZU（2019年7月14日）
- ブラック校則（2019年11月1日、松竹）

### 舞台
- 舞台『ワインガールズ』 - 松山三四朗の著書の舞台化、劇団Focusの菅野臣太朗の脚本・演出作品（2024年4月25日 - 5月2日、シアター1010）[3]

### 配信ドラマ
- 青春恋愛ドラマ 私の卒業 第2、4話（2020年2月、YouTube）

### MV
- とけた電球 「焦がれる」（2019年）